# هادی خنیفر
هادی خنیفر (زادهٔ ۲۲ دسامبر ۱۹۸۳ - شوش) یک بازیکن فوتبال اهل ایران است.
افتخارات: قهرمانی لیگ برتر ایران فصل ۹۴-۹۵